# Mimis Plessas

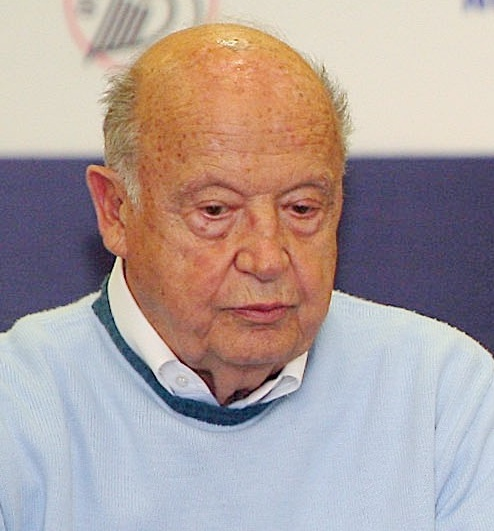
Mimis Plessas (2008)

Dimitrios „Mimis“ Plessas (griechisch Δημήτριος «Μίμης» Πλέσσας, * 12. Oktober 1924 in Athen; † 5. Oktober 2024 ebendort) war ein griechischer Pianist und Komponist, der im Bereich des Jazz, vor allem aber als Songwriter und Filmkomponist hervorgetreten ist.

## Leben und Wirken
Plessas arbeitete in seiner Zeit als Chemiestudent an der Universität Athen als Klaviersolist für das griechische Radio, nachdem ihn die Sängerin Danai Stratigopoulou entdeckte. 1939 begann er, zweimal wöchentlich in Athen eine Radiosendung namens „Se 30 Defterolepta“ (Σε 30 δευτερόλεπτα In 30 Sekunden) mit Einzelinterviews zu moderieren, bevor diese von der Metaxas-Junta verboten wurde.
Plessas erhielt ein Stipendium für die Cornell University in New York, wo er in Chemie über das Protein Myelin promovierte. Daneben trat er mit Musikern wie Harry James auf und jammte mit Coleman Hawkins. Nach Ende der deutschen Besetzung 1944 kehrte er nach Griechenland zurück, um sich um seine Familie zu kümmern. 1946 gründete er sein Jazzquartett; auch arbeitete er mit Sängern wie Tonis Maroudas, Moly, Panagopoulos, Nini Zacha und Jimmy Makulis. Bei einem Klavierwettbewerb wurde er 1951 mit dem ersten Musikpreis der University of Minnesota geehrt. Ab 1952 war er als Komponist tätig.
Mit den Liedern von Plessas wurden Sänger und Schauspieler wie Zoe Kouroukli, Nana Mouskouri, Jenny Vanou, Giovanna, Marinella, Rena Koumioti, Giannis Vogiatzis, Fotis Dimas, Giannis Poulopoulos oder Stratos Dionysiou bekannt. Sein unter Rückgriff auf das Rebetiko entstandenes Werk „O Dromos“ zu Texten von Leftheris Papadopoulos, das 1969 von Giannis Poulopoulos, Rena Koumioti und Poppy Asteriadi interpretiert wurde, gilt als meistverkaufter Tonträger in Griechenland; für seine Albenverkäufe wurde er wiederholt mit Gold- und Platinplatten geehrt. Weiterhin arbeitete er für Theater und Kino und hat die Musik für 104 Filme und 70 Theaterstücke geschrieben. 1998 vollendete er seine Volksoper Zeus zum Libretto von Giannis Kalamitsi. 2009 stellte Evi Siamanda mit Christos Rafalides seine Songs beim Women in Jazz Festival in New York vor. In den letzten Jahren trat er mit dem Saxophonisten Andonis Ladopoulos, dem Gitarristen Vasilis Rakopoulos und dem Schlagzeuger George Polychronakos in der Gruppe 3G auf.
Bis zuletzt war Plessas in der Musikszene aktiv, so unterhielt er mithilfe seiner Tochter einen eigenen youtube-Kanal.

## Preise und Auszeichnungen
Plessas wurde als Komponist vielfach in Griechenland und international ausgezeichnet. Sein erstes preisgekröntes Lied war „Xero kapio asteri“ (Ξέρω κάποιο αστέρι ‚Ich kenne einen Stern‘), gesungen von Nana Mouskouri, für das er 1959 auf dem griechischen Liederfestival von Thessaloniki den zweiten Preis gewann. 2000 ehrte ihn die Stadt Athen für seinen Beitrag zur griechischen Musik und Kultur, und der Bürgermeister von Athen verlieh ihm die Goldmedaille der Stadt. 2001 zeichnete ihn die Republik für seinen Beitrag zur griechischen Kultur mit dem Gold-Kreuz des Phönix-Ordens aus.

## Filmografie (Auswahl)
- 1960: Mord hinter den Kulissen (Eglima sta paraskinia)
- 1966: Blutendes Land (To chóma váftike kókkino)